# Symphonica in Rosso
Symphonica in Rosso is een terugkerend muziekevenement dat van 2006 tot 2013 werd gehouden in het GelreDome in Arnhem. Het evenement werd in 2015 voortgezet en vanaf 2017 georganiseerd in de Ziggo Dome in Amsterdam. Marco Borsato was de initiatiefnemer en de eerste uitvoerend artiest in zowel Arnhem als Amsterdam. Belangrijk onderdeel van de concerten was de toevoeging van een symfonisch orkest. Met uitzondering van Sting in 2010, de Dolly Dots in 2022 en Eros Ramazzotti in 2025 werden de hoofdartiesten allemaal begeleid door Guido's Orchestra. Sting werd begeleid door het Royal Philharmonic Orchestra; de Dolly Dots en Eros Ramazzotti werden begeleid door het European Pop Orchestra dat echter wel werd gedirigeerd door Guido Dieteren.
De eerste serie met Borsato in 2006 was met tien shows uitverkocht; de tweede editie in 2007 met Paul de Leeuw telde vijf uitverkochte concerten. In 2008 was Lionel Richie de hoofdartiest van het evenement, gevolgd door Diana Ross in 2009. Het evenement werd georganiseerd door The Entertainment Group die in 2009 failliet ging. Eind 2009 stond de formule te koop en werd deze overgenomen door Mojo Concerts. In 2010 was Sting de hoofdartiest, gevolgd door Nick & Simon in 2011 en Doe Maar in 2012. De laatste editie in het Gelredome, in 2013, werd door Anouk verzorgd. Een jaar later werd er geen Symphonica in Rosso georganiseerd omdat er geen geschikte hoofdartiest kon worden gevonden.

## Edities

### 2006: Marco Borsato
Eind oktober en begin november 2006 stond Marco Borsato met de eerste editie van Symphonica in Rosso tien keer in de GelreDome in Arnhem. Ongeveer 325.000 bezoekers hebben de show gezien. Tijdens het concert waren er gastoptredens van Andrea Bocelli, Lucie Silvas, Ali B, Yes-R, Julian Thomas en Ilse DeLange.
Borsato had voor deze optredens gevraagd of het publiek zich in het thema Rood wilde kleden, wat ook gebeurde. Bijna iedereen was helemaal in het rood gekleed.
In december kwam de concertregistratie uit op de cd en dvd Symphonica in Rosso. Eerdere concertregistraties van Borsato waren alleen op dvd te zien. Het was voor het eerst sinds 2002 dat Borsato weer een cd uitbracht.
Borsato bracht naar aanleiding van het concert ook een boek uit, met daarin foto's van alle hoogtepunten tijdens de show. Van het boek, genaamd Fotografie di Marco Borsato, zijn minimaal 35.000 exemplaren verkocht, goed voor een Gouden Boek Award.

### 2007: Paul de Leeuw
Na het succes in 2006 met Borsato werd besloten om van Symphonica in Rosso een jaarlijks terugkerend evenement te maken, met telkens een andere hoofdact. De editie van 2007 had Paul de Leeuw als hoofdartiest.
Zaterdag 14 april droeg Marco Borsato tijdens de uitzending van Mooi! Weer De Leeuw het stokje over aan De Leeuw. De concerten vonden plaats op 3, 4, 5, 7 en 8 november. De concerten kenden gastoptredens van onder meer Edsilia Rombley, Leontine Ruiters en Marco Borsato, Simone Kleinsma, Alderliefste en Adje. De Leeuws vaste pianist Cor Bakker was ook van de partij. Ook bracht Leeuw een ode aan de overleden René Klijn.
Een aantal herkenbare elementen uit de Symphonica in Rosso-shows van 2006 werden in 2007 gehandhaafd. Zo was het grote podium teruggekomen en begeleidde het symfonisch orkest Guido's Orchestra De Leeuw tijdens de show. Het rood van het vorige jaar werd gesymboliseerd door een ondergaande zon. Deze zon stond tevens symbool voor het openingsnummer Blijf (Tot de zon je komt halen). Daarnaast zong De Leeuw (net als Borsato in 2006) een Italiaanse medley. Ook van deze concertreeks werd een dvd uitgebracht, eveneens getiteld Symphonica in Rosso.

### 2008: Lionel Richie
In 2008 was Lionel Richie de hoofdartiest op Symphonica in Rosso op 6, 7, 9 en 10 september. Als gastartiesten traden onder anderen Trijntje Oosterhuis, Candy Dulfer, Alain Clark & Leona Philippo op. Als themanummer werd gekozen voor Face in the Crowd, een duet tussen Richie en Oosterhuis. Van de concertreeks verscheen een dvd met cd Symphonica in Rosso.

### 2009: Diana Ross
In oktober 2009 nam Diana Ross het stokje over van Lionel Richie. De Amerikaanse zangeres trad op 16 en 17 oktober 2009 op met een 40-koppig orkest. Het faillissement van de The Entertainment Group maakte het onzeker of de concertreeks doorgang zou vinden. Zo'n 70.000 mensen hadden ten tijde van dit faillissement reeds een kaartje voor de concertreeks gekocht.
Op 23 september 2009 werd bekend dat het aanvankelijk geplande concert op 18 oktober niet door zou gaan; wie kaarten voor dit concert had, kon dat van 16 of 17 oktober bezoeken. De organisatie werd overgenomen door Mojo Concerts. Alain Clark trad op als gastartiest.

#### Borsato & Friends
Om de twee overgebleven concerten financieel mogelijk te maken, organiseerde Borsato op 20 en 21 oktober twee 'benefietconcerten' genaamd 'Borsato & Friends' in de GelreDome, waar onder anderen hijzelf, Paul de Leeuw, Jan Smit (eerste concert), Frank Boeijen (tweede concert), Guus Meeuwis, Trijntje Oosterhuis, VanVelzen, Do, Alain Clark, Yes-R en Edwin Evers optraden.

### 2010: Sting
Sting nam de vijfde editie van Symphonica op zich. Hij trad op 15 en 16 oktober op in het GelreDome en werd daarbij begeleid door het Royal Philharmonic Concert Orchestra. Er waren gastoptredens van zijn zoon Joe Sumner van Fiction Plane, Kyteman en Carel Kraayenhof.

### 2011: Nick en Simon

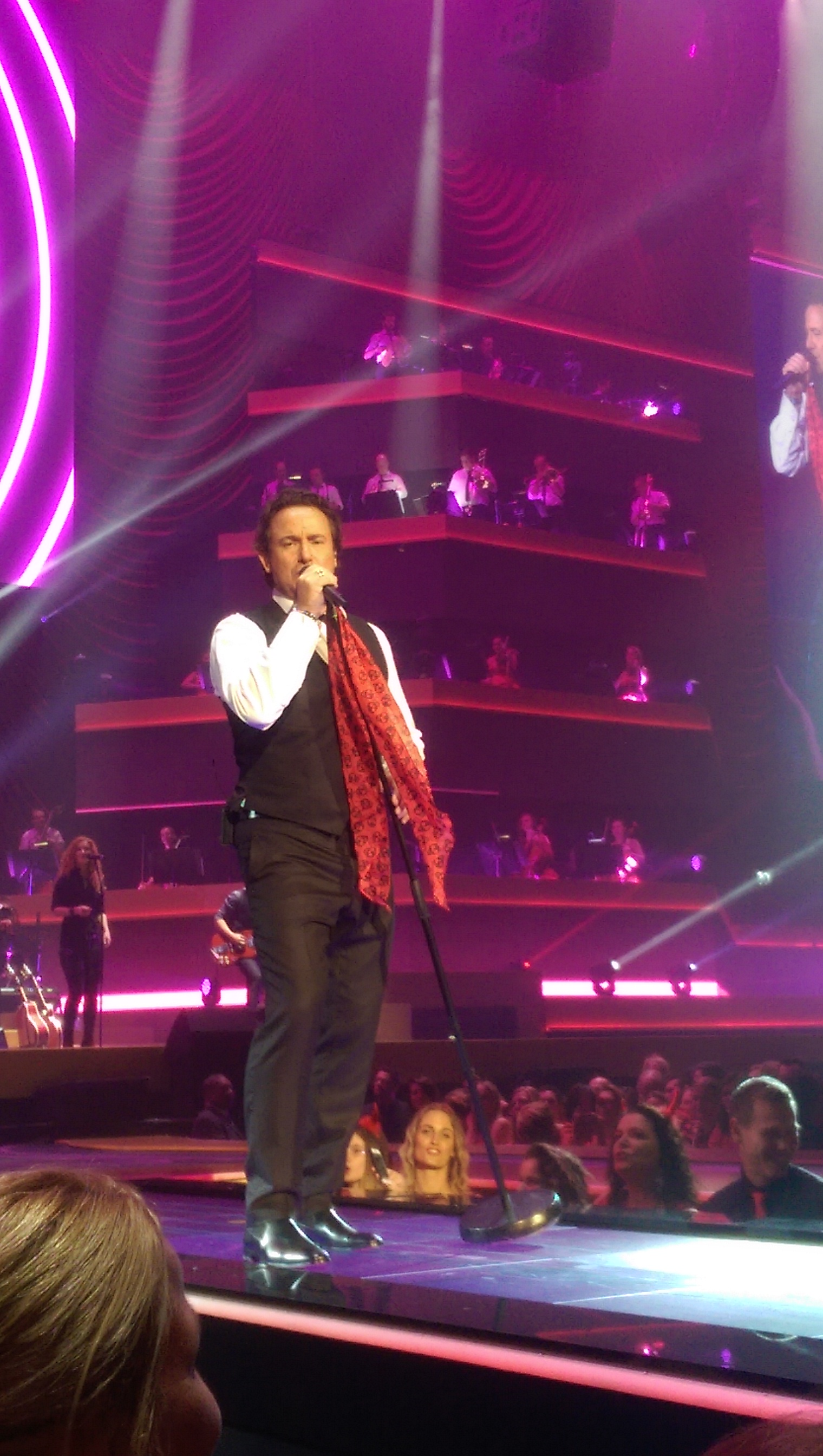
Marco Borsato tijdens Symphonica In Rosso 2015

Op 1 december 2010 werd bekend dat Nick & Simon de zesde editie van Symphonica in Rosso op zich namen. Het duo trad op op 8, 14, 15 en 16 oktober 2011 in de GelreDome en werd daarbij weer begeleid door het Guido's Orchestra. De gastoptredens werden verzorgd door de 3JS, Acda en De Munnik & Pearl Jozefzoon. De optredens werden gevolgd door een compact disc/dvd-uitgave Symphonica in Rosso.

### 2012: Doe Maar
Doe Maar kwam in 2012 nog eenmaal bij elkaar om de zevende editie van Symphonica in Rosso op zich te nemen, zo werd in november 2011 bekend. De band verzorgde in totaal vier optredens met gastoptredens van Frank Boeijen, Het Goede Doel, Erik Mesie, Nol Havens en Gers Pardoel. De registratie van de serie werd net als voorgaande uitgebracht op cd en dvd.

### 2013: Anouk
Op 8 april 2013 werd bekend dat Anouk de achtste editie van Symphonica in Rosso ging doen. Trijntje Oosterhuis was een van de gastartiesten. De concerten zouden eigenlijk plaatsvinden op 16, 18 en 20 oktober, maar vlak voor de shows kreeg Anouk stemproblemen door een griep, waardoor de concerten van 16 en 20 oktober moesten worden geschrapt. Het concert van 16 oktober werd gegeven op 23 oktober. Voor het geannuleerde concert van 20 oktober gaf Anouk op 16 en 19 december een vervangend concert in de Ziggo Dome in Amsterdam. De uitwijking naar de Ziggo Dome was noodzakelijk omdat het niet mogelijk bleek te zijn om dit concert op korte termijn in de GelreDome in te halen. Anouk speelde vooral nummers van haar toen net uitgebrachte album Sad Singalong Songs.

### 2015: Marco Borsato
Op 24 maart 2015 werd tijdens RTL Late Night bekend dat Marco Borsato dat jaar wederom Symphonica in Rosso op zich zou nemen. Afwijkend aan de voorgaande edities was dat de shows dit keer in de Ziggo Dome plaatsvonden, in plaats van de GelreDome. In eerste instantie werden twee concerten aangekondigd op 23 en 24 oktober 2015. Terwijl de officiële kaartverkoop nog moest beginnen, bleken de eerste shows al na een dag uitverkocht dankzij het grote aantal fanclubleden die al eerder een kaart konden kopen. Concertorganisator Mojo besloot vervolgens een derde en een vierde concert toe te voegen aan de serie. Doordat de vraag nog steeds zo groot was, werd het aantal shows in stappen verhoogd tot twaalf. Borsato verbrak daarmee het record van meeste optredens in de popzaal in Amsterdam. In totaal kwamen er zo'n 180.000 mensen naar de concerten. Mojo was overigens niet blij met de keuze van Borsato voor de Ziggo Dome. De organisator had liever gehad dat Symphonica in Rosso in Arnhem bleef.
Tijdens de serie vierde Borsato zijn 25-jarig jubileum als artiest. Net als voorgaande jaren was Guido's Orchestra weer van de partij. Gastartiesten waren de Italiaanse zanger Zucchero, Jeroen van Koningsbrugge en O'G3NE.

### 2017: Simply Red
Borsato maakte op 3 november 2016 in een aflevering van RTL Late Night bekend dat Simply Red op 25 oktober 2017 op de tiende editie van Symphonica in Rosso zou spelen, in de Ziggo Dome. De band werd op 25, 26 en 27 oktober begeleid door Guido's Orchestra en er waren gastoptredens van KT Tunstall, Glennis Grace en Ruben Hein. In november 2018 bracht de band de cd en dvd Symphonica in Rosso - Live at Ziggo Dome, Amsterdam uit.

### 2022: Dolly Dots
In oktober 2021 werd aangekondigd dat de Dolly Dots op 14 december 2022 als afsluiting van hun reünietournee de hoofdartiest zullen zijn van Symphonica in Rosso. De band wordt begeleid door The European Pop Orchestra onder leiding van Guido Dieteren. Dit concert verving het oorspronkelijke slotconcert dat in februari 2021 in het Koninklijk Theater Carré zou plaatsvinden maar moest worden afgelast vanwege de coronapandemie die in 2020 uitbrak. De hele reünietournee moest hierdoor worden afgelast en verplaatst naar 2021 en 2022.

### 2025: Eros Ramazzotti
In december 2024 werd aangekondigd dat Eros Ramazzotti op 17 oktober 2025 als opening van zijn wereldtournee de hoofdartiest zal zijn van Symphonica in Rosso in de Ziggo Dome. Net als vorig jaar wordt de band begeleid door The European Pop Orchestra onder leiding van Guido Dieteren. Wegens de grote vraag naar tickets is een tweede show toegevoegd op zaterdag 18 oktober.